# Gylippus krivokhatskyi
Espèce
Gylippus krivokhatskyi est une espèce de solifuges de la famille des Gylippidae.

## Distribution
Cette espèce est endémique du Turkménistan.

## Description
Le mâle holotype mesure 22,0 mm et la femelle paratype 31,0 mm.

## Étymologie
Cette espèce est nommée en l'honneur de Viktor A. Krivokhatsky.

## Publication originale
- Gromov, 1998 : Solpugids (Arachnida: Solifugae) of Turkmenistan. Arthropoda Selecta, vol. 7, no 3, p. 179-188 (texte intégral).